# Nazim Hüseynov
Pour les articles homonymes, voir Huseynov.
Nazim Hüseynov (parfois écrit Gousseinov), né le 2 août 1969 à Bakou, est un ancien judoka azerbaïdjanais qui s'illustrait dans la catégorie des poids super-léger (moins de 60 kg). Double champion d'Europe et vice-champion du monde, il participa aux Jeux olympiques de 1992 à Barcelone avec l'Équipe unifiée de l'ex-URSS. Qualifié pour la finale, il bat le Sud-coréen Yoon Hyun et devient le premier champion olympique azéri de l'histoire.

## Palmarès

### Jeux olympiques
- Jeux olympiques de 1992 à Barcelone (Espagne) :
  -  Médaille d'or dans la catégorie des poids super-léger (-60 kg)

### Championnats du monde
- Championnats du monde 1991 à Barcelone (Espagne) :
  -  Médaille de bronze dans la catégorie des poids super-léger (-60 kg)
- Championnats du monde 1993 à Hamilton (Canada) :
  -  Médaille d'argent dans la catégorie des poids super-léger (-60 kg)

### Championnats d'Europe
| Catégorie / Année                 | 1992 | 1993 | 1994 |
| --------------------------------- | ---- | ---- | ---- |
| Poids super-légers Moins de 60 kg | 1er  | 1er  | 2e   |